# آلساندرو کاردلی
آلساندرو کاردلی (انگلیسی: Alessandro Cardelli؛ زادهٔ ۷ مهٔ ۱۹۹۱) سیاست‌مدار اهل سان مارینو است.
کاردلی با ۲۹ سال سن جوان‌ترین رئیس دولت در جهان است.